# Pierre Blaise
Pierre-Marc Blaise (Moissac, 29 de fevereiro de 1952 - Durfort-Lacapelette, 31 de agosto de 1975) foi um lenhador e ator francês. Ele é mais conhecido pelo papel protagonista de Lucien no filme de Louis Malle de 1974, Lacombe, Lucien. Sua carreira foi abreviada muito precocemente, após sofrer um acidente automobilístico e morrer em 1975.

## Vida e carreira
Blaise nasceu em Moissac na França em 1952.
Blaise fez sua estreia como ator no filme de Louis Malle, em 1974, Lacombe, Lucien. Malle procurava um não ator para interpretar o personagem principal em Lacombe, Lucien e estava convencido de que Blaise, então trabalhando como lenhador, traria grande autenticidade ao papel. 
O intuito de Malle foi conseguir "um garoto de fazenda provençal da vida real". Ao conquistar o papel, Blaise foi escolhido num processo que envolvia mais de mil outros não-atores. Após sua estréia no filme de Malle, Blaise atuou em três filmes, Le Grand Délire, Les Noces De Porcelaine e Per le antiche scale, lançados em 1975.

## Morte
Um ano após a estreia de Lacombe Lucien, Blaise morreu aos 23 anos em um acidente de carro. Depois de uma festa, ele estava dirigindo seu carro, um Renault 15 que ele havia comprado como dinheiro de seu trabalho como ator. Acompanhado por dois amigos que ele trouxera como companhia, Blaise perdeu o controle e bateu contra uma árvore na rota de Laujol entre Moissac e Durfort-Lacapelette, onde morava com os pais. Seus amigos também foram mortos.
Segundo a Newsweek, o acidente ocorreu depois que o veículo "derrapou em uma curva", além da pista estar escorregadia após uma chuva. Blaise está enterrado no cemitério de Durfort-Lacapelette em Tarn-et-Garonne.

## Filmografia
| Ano  | Produção                | Personagem | Notas                           |
| ---- | ----------------------- | ---------- | ------------------------------- |
| 1974 | Lacombe Lucien          | Lucien     |                                 |
| 1975 | Le grand délire         | Pierre     |                                 |
| 1975 | Les noces de porcelaine | Gérard     |                                 |
| 1975 | Per le antiche scale    | Tonio      |                                 |
| 1975 | Pour le cinéma          | Ele mesmo  | Episódio: "31 de março de 1975" |